# Dolná Trnávka
Dolná Trnávka és un poble i municipi d'Eslovàquia. Es troba a la regió de Banská Bystrica.

## Història
La primera menció escrita de la vila es remunta al 1388.

## Demografia
| Godina             | 1994 | 2004   | 2014   | 2024   |
| ------------------ | ---- | ------ | ------ | ------ |
| Nombre de persones | 346  | 366    | 340    | 356    |
| Diferència         |      | +5,78% | −7,10% | +4,70% |

| Godina             | 2023 | 2024   |
| ------------------ | ---- | ------ |
| Nombre de persones | 354  | 356    |
| Diferència         |      | +0,56% |